# هملاک (میشیگان)
هملاک (به انگلیسی: Hemlock) یک منطقهٔ مسکونی در ایالات متحده آمریکا است که در شهرستان سگینا، میشیگان واقع شده‌است. هملاک ۶٫۶ کیلومتر مربع مساحت و ۱٬۵۸۵ نفر جمعیت دارد و ۱۹۸ متر بالاتر از سطح دریا واقع شده‌است.